# Sheila Armstrong (chanteuse)
Pour les articles homonymes, voir Sheila Armstrong et Armstrong.
Sheila Armstrong (Ashington, 13 août 1942) est une chanteuse lyrique (soprano) anglaise, également présente dans le répertoire de l'oratorio, du lied et de la mélodie.

## Biographie
Sheila Armstrong reçoit sa formation de chant au International Centre for Music Studies à l'Université de Newcastle et à la Royal Academy of Music de Londres. En 1965, elle remporte le prix du mémorial Kathleen Ferrier (Kathleen Ferrier Memorial Stipendium).
Elle fait ses débuts à l'opéra la même année, au Sadler's Wells Theatre de Londres dans le rôle Despina dans le Così fan tutte de Wolfgang Amadeus Mozart. Dès 1973, elle chante au Royal Opera House de Covent Garden, où elle joue le rôle de Marzelline dans l'unique opéra de Beethoven, Fidelio, qu'elle interprète pour la première fois.
Sheila Armstrong participe plusieurs fois au cours de sa carrière au festival de Glyndebourne, où elle chante en 1966, Belinda dans Dido and Aeneas de Henry Purcell, en 1967, Zerlina dans Don Giovanni de Mozart et, en 1970, le rôle de Fiorilla dans Il turco in Italia de Gioacchino Rossini. En 1970 et en 1974, elle interprète aussi Pamina dans La flûte enchantée de Mozart.
En 1973, elle se fait entendre dans une mise en scène pour la BBC de l'Opérette, La Chauve-souris de Johann Strauss.
Elle se fait un nom d'abord au Royaume-Uni, mais elle chante aussi en Italie, puis en 1971, fait ses débuts en Amérique avec l'orchestre philharmonique de New York, et la même année, elle chante sous la direction de Zubin Mehta, avec le Philharmonique de Los Angeles.
Le répertoire de Sheila Armstrong comprend des œuvres de Rossini, Donizetti et Mozart. Armstrong est considérée notamment en tant que spécialiste de l'interprétation des œuvres sacrées de Jean-Sébastien Bach, rejoignant à plusieurs reprises le chœur Bach de Munich.
Armstrong s'est aussi fait un nom en tant que chanteuse d'oratorios et est invitée à chanter en Europe, en Amérique du Nord et en Asie.
Elle prend sa retraite en 1993.